# 截角截半大十二面體
在幾何學中，截角截半大十二面體又稱為星形截角截半大十二面體是一種由30個正方形、12個十角星和12個正十邊形組成的星形均勻多面體。

## 命名
截角截半大十二面體（truncated dodecadodecahedron）一名稱是由考克斯特、朗格·希金斯與米勒的論文《均勻多面體》中給出，然而這個名稱有歧義。截角截半大十二面體（truncated dodecadodecahedron）是指通過截角變換（truncated）的截半大十二面體（dodecadodecahedron），然而若直接將截半大十二面體套用截角變換並無法形成如施萊夫利符號計為t0,1,2{5/3,5}之立體中的那種十角星，僅能形成截角的五角星。
| 截半大十二面體 | 較淺的截角 截半大十二面體 | 較深的截角 截半大十二面體 | 星形截角 截半大十二面體 | 五角星的截角（t{5/2}） 與星形截角（t{5/3}） |

而施萊夫利符號計為t0,1,2{5/3,5}之立體雖被考克斯特稱為截角截半大十二面體（truncated dodecadodecahedron），而根據其論文的描述，其所套用之截角變換應為星形截角。而溫尼爾將其稱為擬截角截半大十二面體（truncated dodecadodecahedron）。考克斯特學者等人將截角截半大十二面體的發現歸功於奧地利數學家約翰·皮奇於1881年發表的一篇論文上。

## 性質
截角截半大十二面體由30個正方形、12個十角星和12個正十邊形組成，每個頂點都是1個十邊形、1個十角星和1個正方形的公共頂點，在頂點圖中可以用(10,10/3,4)表示。

### 分類
由於截角截半大十二面體的頂點圖為不等邊三角形且具備點可遞的特性，同時，其存在自相交的面，並可以透過星形正多面體進行廣義截角來構造，因此截角截半大十二面體是一種自相交截角擬正多面體（Self-Intersecting Truncated Quasi-Regular Polyhedra）。自相交截角擬正多面體一共有五種，分別為立方截角立方八面體、星形截角截半立方體、二十面截角十二面十二面體、截角截半大十二面體和大截角截半二十面體。這些立體由阿爾伯特·巴杜羅（Albert Badoureau）和約翰·皮奇（Johann Pitsch）於1881年發現並描述。

### 面的組成
截角截半大十二面體是一個五十四面體，在其54個面中，有30個面是正方形面、有12個面是十角星面以及12個面是正十邊形面。其中，十角星為施萊夫利符號計為{10/3}的十角星，其中所述第二數字為繪製十角星時頂點間隔數。在這種十角星中邊相交的比例為：

### 尺寸
由於星形多面體有面自我相交的情形，因此其內部區域不易定義，因此體積亦不易定義，但要了解這種形狀的尺寸也可以透過其邊長與外接球半徑來了解。若截角截半大十二面體的邊長為單位長，則該截角截半大十二面體的外接球半徑R為：：
{\displaystyle R={\frac {\sqrt {11}}{2}}}

### 二面角
截角截半大十二面體有三種二面角，一個是正方形與十角星的交稜，其角度約為148.28度、一個是正方形與十邊形的交稜，其角度約為58.28度以及十角星與十邊形的交稜，其角度約為63.43度。
正方形{4}與十角星{10/3}的交稜角度為
{\displaystyle \cos ^{-1}-{\sqrt {\frac {5+{\sqrt {5}}}{10}}}\approx 148.282526^{\circ }}
正方形{4}與十邊形{10}的交稜角度為
{\displaystyle \cos ^{-1}{\sqrt {\frac {5-{\sqrt {5}}}{10}}}\approx 58.282526^{\circ }}
十邊形{10}與十角星{10/3}的交稜角度為
{\displaystyle \cos ^{-1}{\frac {1}{\sqrt {5}}}\approx 63.434949^{\circ }}

## 作為凱萊圖
截角截半大十二面體可以生成由交換前兩個元素的五成員之多元組、在末四元素套用循環位移運算，2種群成員生成的在5個元素上對稱之對稱群的凱萊圖。也就是說，截角截半大十二面體的120個頂點可以一對一地對應到5個物體的排列（5!）狀態上。其交換方式為交換前2個元素或後四個元素循環交換，其造成的結果為每種排列狀態都只有三種只能透過一次變換（前2個元素或後四個元素循環交換）達成的排列狀態，可以理解為每個頂點都只有3個相鄰元素，與截角截半大十二面體結構相同。

## 外部連結
- 埃里克·韦斯坦因. . MathWorld.